# Schwarzenshof
Schwarzenshof ist ein Ortsteil der Stadt Rudolstadt im Landkreis Saalfeld-Rudolstadt in Thüringen.

## Lage
Der Schwarzenshof liegt westlich außerhalb der Stadt Rudolstadt zwischen den Ortsteilen südöstlich von Schaala und nordwestlich von Zeigerheim im ländlichen Raum.

## Geschichte
Aus einem nahe dem Dorf Schaala gelegenen Vogelherd entstand ab 1856 ein Landwirtschaftsbetrieb mit Gastronomie, der nach seinem ersten Besitzer Schwarzenshof genannt wird. 1906 brannten die Wirtschaftsgebäude nieder. Wohn- und Gasthaus erwarb 1923 die  Methodistische Kirche Berlin, um ein Altersheim einzurichten, das 1925 eingeweiht wurde. Eine Jugendherberge und ein Ferienheim vervollständigten das Anwesen zu einer Begegnungs- und Bildungsstätte. Zum Jahresende 2024 wurde die Begegnungsstätte auf Grund von fehlender Wirtschaftlichkeit geschlossen und das Anwesen zum Verkauf angeboten.